# Kaplica Maryi Wspomożycielki Wiernych w Wójtowicach
Kaplica Maryi Wspomożycielki Wiernych w Wójtowicach (niem. Maria-Hilf-Kapelle, Schneider-Kapelle, Schneiderkirchlein) – zabytkowy kaplica we wsi Wójtowicach, w powiecie kłodzkim.
Kaplica położona jest w Górnych Wójtowicach, na wysokości około 720 m n.p.m., 1,8 km na południe od Huty, w pobliżu trasy zielonego szlaku , w kierunku na Wójtowską Równię i Fort Wilhelma.
Kaplica Maryi Wspomożycielki wybudowana została w 1862 z fundacji Franciszka Prausego, rozbudowana w 1877. Przy kaplicy znajdują się zniszczone stacje kalwarii. Obecnie w ruinie.

## Szlaki turystyczne
Blisko kaplicy przechodzi szlak turystyczny:
- Gorzanów – Stara Łomnica – Huta – Młoty – Spalona – Schronisko PTTK „Jagodna” – Bystrzyca Kłodzka,